# Jim Hodder
Jim Hodder (* 17. Dezember 1947 in Boston; † 5. Juni 1990) war ein US-amerikanischer Schlagzeuger, bekannt aus der Anfangszeit von Steely Dan.

## Werdegang
Vor Steely Dan war er Schlagzeuger und Sänger der Band Bead Game, die 1968 ein Album mit dem Titel Welcome auf dem Label Fallout veröffentlichte, auf dem alle Titel von Hodder gesungen wurden.
1972 wurde er Mitglied der Urformation von Steely Dan. Auf dem ersten Album Can't Buy a Thrill sang er den Titel Midnight Cruiser. Nach den Alben Countdown to Ecstasy und Pretzel Logic verließ Hodder 1974 Steely Dan.
Die Folgejahre arbeitete er als Studiomusiker, unter anderem für Sammy Hagar und David Soul.
1990 ertrank Hodder mit 42 Jahren in seinem Schwimmbecken.